# Igreja de Santo Anselmo no Aventino
A Igreja de Santo Anselmo no Aventino (em italiano: Chiesa di Sant' Anselmo all'Aventino, também chamada somente Sant'Anselmo), é uma igreja titular, mosteiro e faculdade localizado na Piazza degli Cavalieri di Malta, no rione Ripa de Roma, Itália, e dedicada a Santo Anselmo de Cantuária.
É conhecida dos romanos locais principalmente por causa das apresentações dominicais de canto gregoriano durante a missa.
O cardeal-diácono protetor do título de Santo Anselmo em Aventino é Lorenzo Baldisseri.

## História
Sant'Anselmo foi construída em estilo neorromânico sobre ruínas romanas do período entre o século I a.C. e o século IV d.C., ainda visíveis e abertas à visitação, com horário marcado, abaixo do primeiro pátio e no porão. A obra foi realizada por Francesco Vespignani entre 1892 e 1896 num terreno doado pelos Cavaleiros de Malta aos beneditinos. Vespignani seguiu o projeto do abade beneditino belga Hildebrand de Hemptinne.
O complexo abriga as instalações da "Universidade Internacional de Santo Anselmo" e também a sede do abade-primaz da "Federação dos Monges Negros" (que inclui todos os monges que segue a Regra de São Bento com exceção dos cistercienses e dos trapistas). A abadia anexa é chamada, por isso, de "Badia Primaziale" ("Abadia Primaz") da Ordem de São Bento. Está ali também o Pontificio Ateneo Sant'Anselmo, que inclui o Instituto Litúrgico Pontifício e as faculdades de Filosofia e Teologia.
A igreja tem uma planta basilical, com três nave divididas por colunas de granito. o teto é uma treliça e a abside está decorada por mosaicos que representam apenas as figuras principais, sem cenário. O círio pascal é moderno, apesar do estilo cosmatesco. A cripta pode ser visitada através de uma porta no altar do Santíssimo Sacramento. Atrás dele está uma estátua de São Bento com os braços erguidos em oração, posição que, segundo a tradição, ele morreu.
No átrio está uma estátua de bronze de Santo Anselmo de Cantuária do final do século XX. Dali é possível ver Santa Maria del Priorato, que fica numa parte do complexo fechada ao público. Na entrada do mosteiro, também no átrio, está um mosaico romano de Orfeu, encontrado quando o edifício da universidade foi construído.

Imagens da igreja
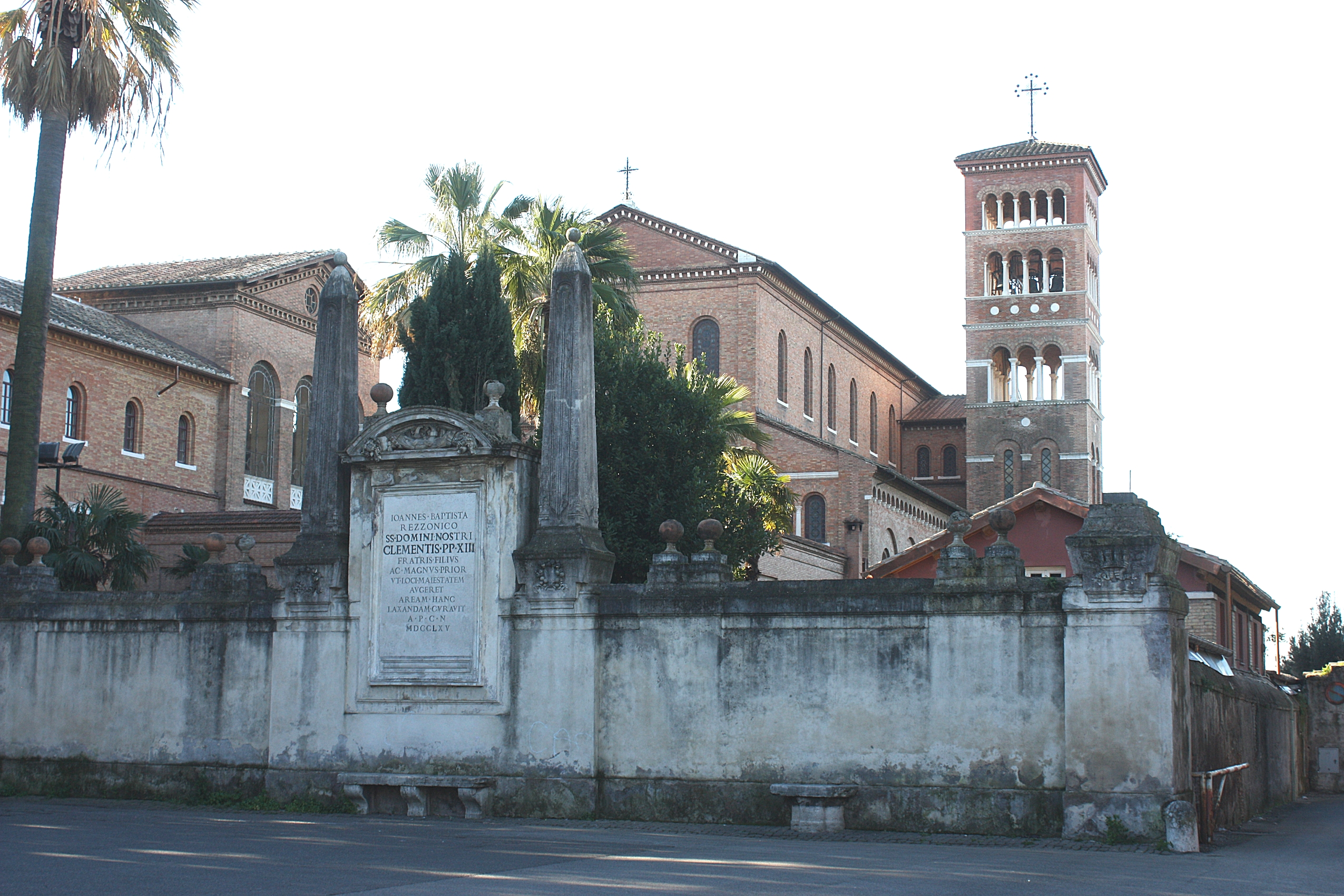
Vista do complexo
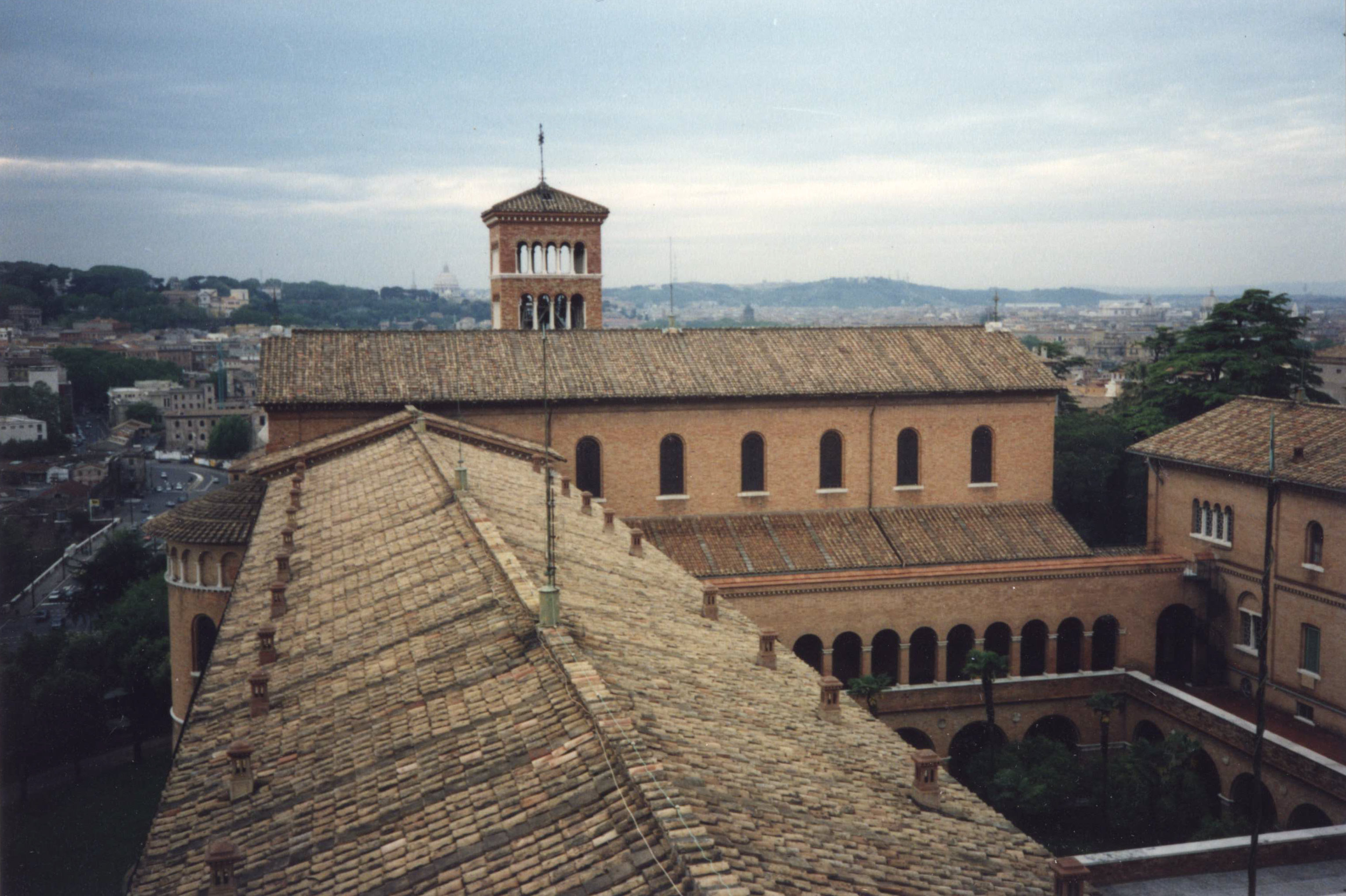
Vista do claustro e do campanário
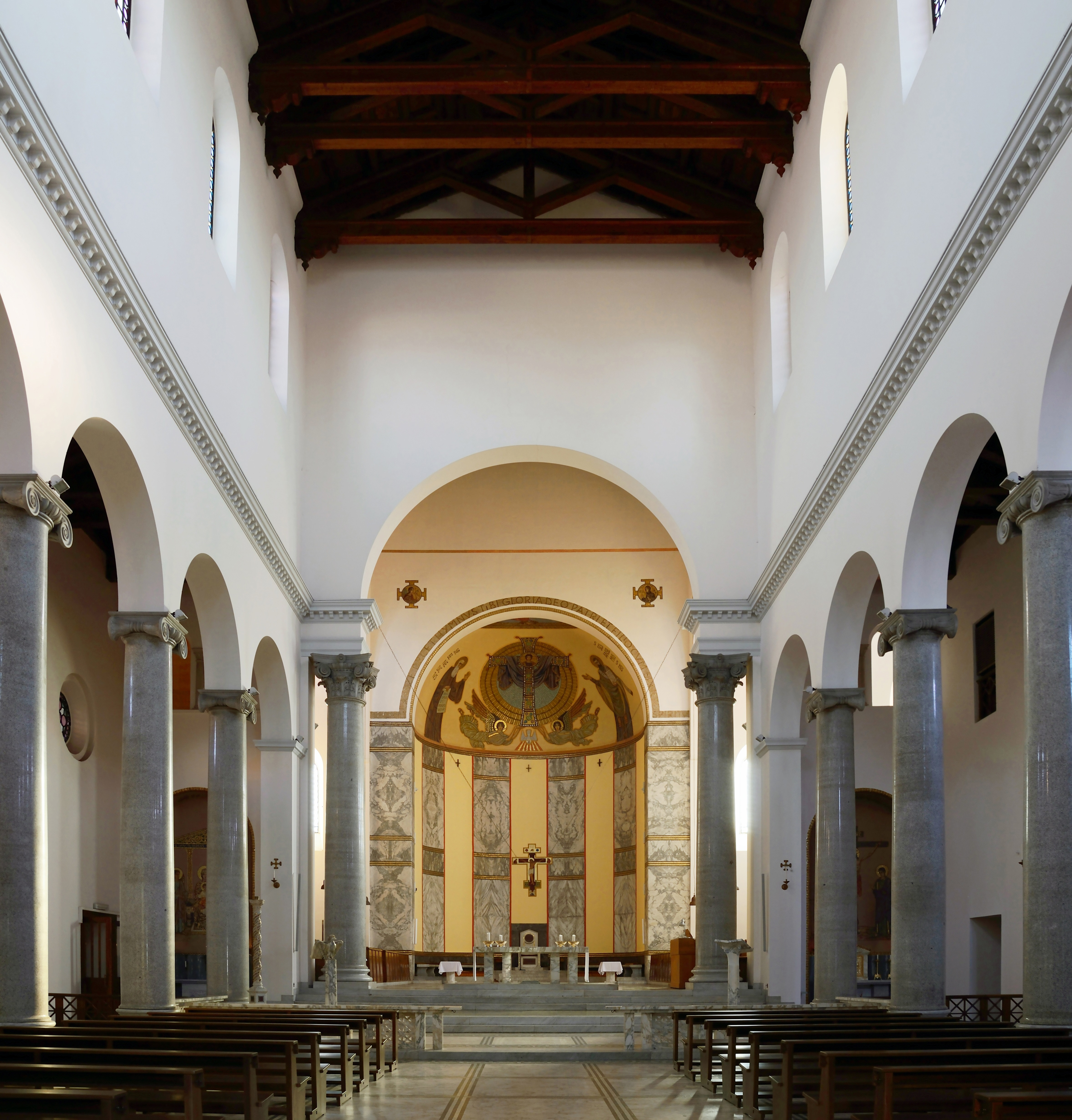
Vista do interior
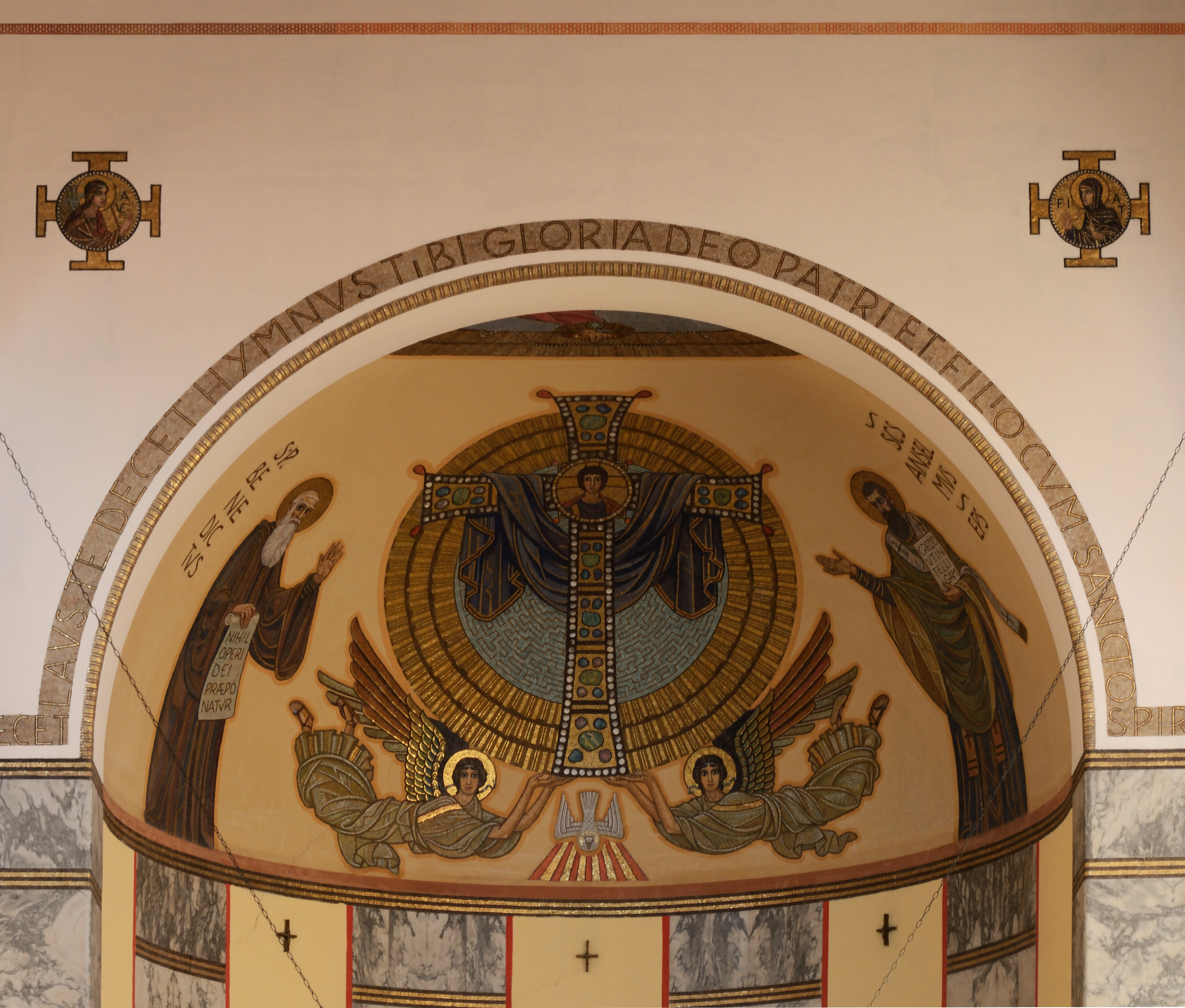
Mosaico na abside